# Eggert Ludwig von Estorff
Eggert Ludwig von Estorff (* 1. November 1831 in Verden; † 10. Februar 1903 in Eldingen) war ein preußischer Generalmajor und Chefredakteur des Militär-Wochenblattes.

## Leben

### Herkunft
Er war der Sohn von Adolf Emil Moritz Karl von Estorff (1786–1847) und dessen Ehefrau Luise Amalie Johanne, geborene von Ompteda (1806–1884). Sein Vater war hannoverscher Oberst a. D. und Herr auf Teyendorf.

### Militärkarriere
Estorff besuchte die Ritterakademie in Lüneburg und absolvierte anschließend das Kadettenkorps in Hannover. Am 1. April 1850 wurde er dem Garde-Jäger-Bataillon der Hannoverschen Armee überwiesen. Hier stieg Estorff bis zum Premierleutnant auf und absolvierte zur weiteren Ausbildung 1856/57 die Militärakademie in Hannover. Mit seinem Bataillon nahm er 1866 während des Krieges gegen Preußen an der Schlacht bei Langensalza teil. Nach dem verlorenen Krieg und der Annexion des Königreiches Hannover wurde Estorff am 9. März 1867 als Premierleutnant in die Preußische Armee übernommen und im 1. Thüringischen Infanterie-Regiment Nr. 31 angestellt. Kurz darauf folgte am 11. April 1867 seine Beförderung zum Hauptmann bei gleichzeitiger Ernennung zum Chef der 2. Kompanie in Erfurt. Diese Kompanie führte Estorff auch zu Beginn des Krieges gegen Frankreich in den Kämpfen bei Beaumont und Sedan. Am 20. September 1870 wurde er in das 3. Magdeburgische Infanterie-Regiment Nr. 66 versetzt, nahm als Kompaniechef in der Folge an der Belagerung von Paris teil und erhielt für seine Leistungen das Eiserne Kreuz II. Klasse.
Nach dem Friedensschluss verblieb Estorff in dem Regiment, stieg in den folgenden Jahren bis zum Oberstleutnant auf und fungierte als Kommandeur des Füsilierbataillons sowie als etatmäßiger Stabsoffizier. Am 15. April 1886 beauftragte man ihn unter Stellung à la suite mit der Führung des 1. Schlesischen Grenadier-Regiments Nr. 10 in Breslau und ernannte Estorff mit seiner Beförderung zum Oberst am 1. Juni 1886 zum Regimentskommandeur. In Genehmigung seines Abschiedsgesuches wurde Estorff am 13. Dezember 1888 mit der gesetzlichen Pension unter Verleihung des Charakters als Generalmajor zur Disposition gestellt.
Nach seiner Verabschiedung war er vom 1. Januar 1889 bis zum 1. Juli 1899 als Chefredakteur des Militär-Wochenblattes tätig. In Würdigung seiner Verdienste verlieh ihm Wilhelm II. am 24. Juni 1899 den Kronenorden II. Klasse. Er verstarb an einem Schlaganfall.

### Familie
Estorff hatte sich am 24. September 1857 in Hannover mit Julie Berhardine von Witzendorff (1836–1902) verheiratet. Aus der Ehe gingen folgende Kinder hervor:
- Gertrud Marie Amalie (* 1858), Konventualin des Klosters Lüne
- Ludwig Gustav Adolf (1859–1943), deutscher General der Infanterie
- Eggert August Adolf (1863–1915), preußischer Generalmajor
- Auguste Emilie Ida (* 1866), Konventualin des Klosters Wennigsen
- Frieda Helene Alexandra Madeleine Anna (* 1872), Diakonissin am Elisabeth-Krankenhaus in Berlin
- Otto Karl Ludwig (1874–1904), Oberleutnant im II. Seebataillon

## Werke
- Taktische Betrachtungen über das Infanteriegefecht auf dem Schlachtfelde bei Gravelott-St. Privat. Ernst Siegfried Mittler und Sohn, Berlin 1880 (Scan in der Google-Buchsuche).
- Laienbetrachtungen über die Kraft der Bibel im Wissen und Glauben. Ernst Siegfried Mittler und Sohn, Berlin 1899.[1][2]
- Vom alt-hannoverschen Heere. Drei Generationen. 1722 bis 1866 (1903). III. Aus den Leben und den Schriften des Generals Eggert v. Estorff. In: Militär-Wochenblatt. Beihefte. 1907, S. 41–66 (Scan in der Google-Buchsuche).